# Mathias Møller Nielsen
Mathias Møller Nielsen (Gentofte, 19 de marzo de 1994) es un deportista danés que compitió en ciclismo en las modalidades de pista, especialista en la prueba de persecución por equipos, y ruta.
Ganó una medalla de bronce en el Campeonato Mundial de Ciclismo en Pista de 2013 y una medalla de bronce en el Campeonato Europeo de Ciclismo en Pista de 2015.
Participó en los Juegos Olímpicos de Londres 2012, ocupando el quinto lugar en la prueba de persecución por equipos.

## Medallero internacional
| Campeonato Mundial | Campeonato Mundial  | Campeonato Mundial | Campeonato Mundial      |
| Año                | Lugar               | Medalla            | Competición             |
| ------------------ | ------------------- | ------------------ | ----------------------- |
| 2013               | Minsk (Bielorrusia) | Medalla de bronce  | Persecución por equipos |
| Campeonato Europeo |                     |                    |                         |
| Año                | Lugar               | Medalla            | Competición             |
| 2015               | Grenchen (Suiza)    | Medalla de bronce  | Persecución por equipos |

1. ↑  Compitió en la ronda de clasificación.

## Palmarés

### Ruta
2013
- Tour de Berlín
- 1 etapa del Tour de Eslovaquia

### Pista
2013
- 3.º en el Campeonato Mundial Persecución por Equipos (haciendo equipo con Casper Folsach, Lasse Norman Hansen y Rasmus Quaade)